# 奥利弗·哈特
奧利弗·西蒙·達西·哈特（Oliver Simon D'Arcy Hart；1948年10月9日—），擁有美国與英國雙重國籍经济学家。他关注契约理论、企业理论、公司金融和法律经济学等研究领域，是合同理论、现代厂商理论和公司财务理论的创立者之一。

## 生平
哈特在英国出生，1969年获剑桥大学国王学院数学学士学位，1972年于华威大学获经济学硕士学位，1974年在普林斯顿大学获经济学博士学位，后成为伦敦经济学院的教授以及剑桥丘吉尔学院研究员。 1984年，他回到美国，曾任教于麻省理工学院，1993年以来任教于哈佛大学。2000年到2003年任哈佛大学经济学系主任。他是经济计量学会会员、美国文理科学院院士，以及英国国家学术院会员。他还担任美国法律与经济学会会长，美国经济学会副会长，并拥有多个荣誉学位。2016年，哈特凭借“在契约理论方面的贡献”与芬兰经济学家本特·霍姆斯特罗姆共同获得当年的诺贝尔经济学奖。

## 著作
专著《企业、合同与财务结构》是其代表作，书中他进一步发展了产权理论，提出了“不完全合同”理论。他认为，合同双方不可能完全明晰所有可能情况中的权利与义务，这会影响到权利和控制的配置。他认为，企业财务合同与结构安排只有在这种理论下才能最合理的分析，财务工具可视为产权安排的工具。这个理论与旧产权理论有着重要不同，也引发了很大争议。